# 1135 dans les croisades
Cette page regroupe les évènements concernant les Croisades qui sont survenus en 1135 : 
- 1er février : Assassinat de Shams al-Muluk Isma’il, atabeg de Damas. Son frère Shihab ad-Din Mahmud lui succède[1].
- Zengi enlève Ma'arrat an-No'mân et Kafarthâb à la principauté d'Antioche[2].
- Mort d'Hugues Ier Embriaco, seigneur du Gibelet[2].

Le Proche-Orient en 1135.